# 广岛工业大学
广岛工业大学（英語：Hiroshima Institute of Technology）位于广岛县广岛市佐伯区三宅2-1-1，为日本私立大学，1961年建校，1963年设置，大学简称广工大、广岛工大。

## 沿革
1961年，广岛工业短期大学开设。电子工学科设置。
1962年，电气科设置。
1963年，广岛工业大学开设。工学部电子工学科·电气工学科设置。
1965年，广岛工业短期大学废止。
1989年，大学院工学研究科设置。
1993年，环境学部设置。
1997年，大学院环境学研究科设置。
2006年，情报学部设置。
2008年，工学系研究科设置。

## 校址
- 五日市校区校舍（广岛县广岛市佐伯区三宅2-1-1）
- 广岛校舍（广岛县广岛市中区中岛町5-7）
- 八千代校舍（广岛县安芸高田市八千代町土师大迫1144-1）
- 沼田校舍（广岛市安佐南区沼田町伴4104-2）

## 院系

### 学部
- 工学部
  - 电子情报工学科
  - 电气电子工学科
  - 机械制造工学科
  - 智能机械工学科
  - 都市建设工学科（2009年废止）
  - 都市工程工学科(2010年新设)
  - 建筑工学科
- 情报学部
  - 情报工学科
  - 智能情报学科
  - 健康情报学科
- 环境学部
  - 环境养护学科
  - 地域环境学科
  - 地球环境学科

### 大学院
- 工学系研究科
  - 电气电子工学专攻（博士前期课程）
  - 机械制造工学专攻（博士前期课程）
  - 建设工学专攻（博士前期课程）
  - 情报整合科学专攻（博士前期课程）
  - 知的机能科学专攻（博士前期课程·博士后期课程）
  - 环境学专攻（博士前期课程）

## 附属机构
- 鹤记念体育馆
- 广岛工业大学附属图书馆
- 广岛工业大学专门学校
- 广岛工业大学高等学校

## 活动
| 武道班 - 少林寺拳法部 - 弓道部 - 剑道部 - 合气道部 - 柔道部 - 空手道部 - 搏击术部 | 球技班 - 篮球部 - 足球ー部 - 排球ー部 - 羽毛球部 - 硬式网球部 - 软式网球部 - 保龄球部 - 台球部 - 硬式野球部 - 软式野球部 | 竞技班 - 拔河部 - 田径部门 - 跑步ー部 - 竞走部 - 射击部 - 拳击ー部 - 陆上竞技部 - 自动车部 - 水泳部 - 漕艇部 |

## 著名校友

### 建筑学
- 棺原辰幸（1969年毕业）现教授、建筑学者。
- 齐木崇人（1971年毕业）神戸芸术工科大学学长（2008）教授。工学博士（东京大学）。日本建筑学会赏受赏。建筑家。
- 村上彻（1972年毕业）现教授、建筑家。新建筑赏、日本建筑学会赏受赏。
- 石田敏明（1973年毕业）现非常勤讲师、建筑家。前桥工科大学大学院教授。F4他。新建筑赏受赏。
- 西宫善幸（1975年毕业）建筑家、国立吴工业高等专门学校建筑学科教授。三良坂钉立灰塚小学校他。
- 河内浩志（1978年毕业）现教授、建筑学者。京都大学大学院了、工学博士。

### 经济
- 野口贤二郎（1970年毕业）株式会社东洋高庄社长。
- 浅田博昭（1971年毕业）山阳空调工业株式会社社长。
- 西丸诚（1971年毕业）日本综合地所创业者、社长。
- 荒谷寿一（1972年毕业）代表取缔役社长。
- 广东道博（1972年毕业）日本无机株式会社社长。
- 反本正典（1977年毕业）株式会社社长。
- 高须贺宣（1990年毕业）创业者。
- 奥村英夫（大学毕业）株式会分社社长。

### 建筑
- 杉本贤司（1972年毕业）工学博士（庆大）。建筑家。日本建筑仕上学会论文赏。
- 北村彰朗（1974年毕业）建筑士。
- 久保田哲也（1980年毕业）建筑士。
- 平田钦也（1985年毕业）非常勤讲师。建筑士。
- 三岛久范（1985年毕业）非常勤讲师。五三会建筑设计竞技审査员。
- 向井新二郎（1986年毕业）建筑士。
- 古本竜一（1987年毕业）非常勤讲师、建筑士。
- 西尾通哲（1992年毕业）建筑士。
- 进藤胜之（1993年毕业）建筑士。
- 坂之上康晴（1993年毕业）建筑士。
- 岩本贺伴（1997年毕业）建筑士。
- 春日琢磨（1998年毕业）非常勤讲师。建筑士。
- 高桥洋一（2000年毕业）株式会社CAPD取缔役。建筑士。3Dan Box他。

### 其他
- 大治将典（1997年毕业）
- 北谷翠峰（1979年毕业）书法家。
- 岛田洋七（大学中退）艺术家。
- 竹中知华（2005年毕业）NHK冲绳。